# Parrocchie di Jersey
Le parrocchie di Jersey (in Jèrriais Les pâraisses dé Jèrri) sono le divisioni amministrative civili e religiose del Baliato di Jersey, nelle Isole del Canale. Tutte hanno accesso al mare e condividono il nome con le loro antiche pievi. Le parrocchie e i ruoli al loro interno si basano sull'antica legge del Jersey, attingendo al sistema di diritto consuetudinario normanno. Pertanto, molti dei ruoli e delle strutture parrocchiali sono stati spesso mal definiti.

## Storia

### Nomi
Undici delle dodici parrocchie prendono il nome dal santo della loro chiesa parrocchiale. La restante chiesa parrocchiale non ha un santo, ma la parrocchia porta ancora il nome della sua chiesa. Una denominazione così uniforme sarebbe abbastanza insolita per le parrocchie in Inghilterra.
In Jèrriais, le parrocchie hanno anche dei nomi collettivi: le parrocchie settentrionali si chiamano les pâraisses d'amout (parrocchie in salita) e le parrocchie meridionali e occidentali sono chiamate les pâraisses d'ava (parrocchie in pendenza).

### Origine
Non si conosce l'origine delle parrocchie di Jersey, tuttavia è certo che si tratta di istituzioni antiche. È stato suggerito che le cinque parrocchie centrali (St Saviour, St John, St Mary, St Peter and St Lawrence) risalgano circa al 475 d.C.
Il sistema parrocchiale è molto più importante nel Jersey che in Inghilterra o nella Francia post-napoleonica. L'uniformità dimensionale dei territori delle parrocchie assicurava il loro dominio sui confini feudali. L'uniformità potrebbe infatti essere frutto di una riorganizzazione della diocesi di Coutances avvenuta nel XII secolo ad opera del vescovo Goffredo di Montbray in seguito alle incursioni vichinghe nelle isole. I nuovi confini tengono poco conto dei feudi e dei fattori geografici (da qui il motivo per cui Gorey e St. Aubin non sono centri parrocchiali, pur essendo popolate). In epoca normanna, i confini della parrocchia erano saldamente fissati e da allora rimangono sostanzialmente invariati. Probabilmente fu istituito a causa del sistema di decima sotto Carlo Magno, che stabiliva che ogni proprietà dovesse contribuire alla chiesa e di conseguenza essere stabilita all'interno di una parrocchia.
Sebbene in Francia il ruolo delle parrocchie rimanesse strettamente ecclesiastico, nel Jersey le parrocchie adottarono anche un ruolo di amministrazione secolare. Esiste ad esempio l'antica pratica dell'ouie de paroisse, la registrazione dei contratti, delle decisioni dei tribunali e della legislazione da parte delle parrocchie.
Nel 1545 gli Stati di Jersey istituirono un sistema di distretti basati sui confini parrocchiali a scopo difensivo, e da ciò nacque il rapporto fra la parrocchia e l'esercito. Poligoni di tiro con l'arco, piazze d'armi e arsenali conosciuti come Les Buttes sono stati allestiti in diversi centri parrocchiali.
Nel XIII secolo i parrocchiani si erano divisi in due categorie: i principaux e i parvuli. I principaux erano i parrocchiani più ricchi e avevano il diritto di governare le parrocchie. Il criterio per essere considerato principal differiva in base alla parrocchia ed era determinato dall'importo della tariffa pagata sulla proprietà.
Secondo i Rotoli dello Scacchiere Normanno, nel 1180 Jersey era divisa per scopi amministrativi in tre ministeri: de Gorroic, de Groceio e de Crapoudoit (possibilmente contenente quattro parrocchie ciascuna). Gorroic è un'antica grafia per Gorey, contenente St Martin, St Saviour, Grouville and St Clement; Groceio potrebbe derivare da de Gruchy, e contiene St John, Trinity, St Lawrence and St Helier; e Crapoudoit, probabilmente riferito al ruscello della Valle di San Pietro, contiene il resto delle parrocchie in Occidente. Questo era un periodo di costruzione o ampliamento delle chiese, con la maggior parte delle chiese parrocchiali dell'isola costruite/ricostruite in uno stile normanno scelto dall'abbazia o dal priorato a cui ciascuna chiesa era stata concessa. St Mary e St Martin vengono donati all'Abbazia di Cerisy.
Nel 1496, Enrico VII corruppe il Papa per consentire il trasferimento di Jersey dalla diocesi di Coutances a Westminster. La Riforma arrivò nel Jersey dalla Francia, facendo del calvinismo piuttosto che dell'anglicanesimo la principale forma di protestantesimo nel Jersey. A causa dell'autogoverno del Jersey e della struttura parrocchiale distintiva del Jersey, la Corona permise al Calvinismo di stabilirsi nel Jersey fino al 1620. Questa forma di cristianesimo privilegiava la posizione della parrocchia in generale, che manteneva e rafforzava il ruolo della parrocchia all'interno della mentalità culturale e della struttura politica del Paese.

### Riforma
Nel XIX secolo, la Chiesa d'Inghilterra subì una riduzione del suo ruolo negli affari civili, anche all'interno delle parrocchie. La codificazione delle leggi dell'isola e le successive riforme, determinate dalla popolarità del Nonconformismo e dall'accettazione del pluralismo religioso, ridistribuirono gli equilibri di potere tra la parte civile e quella religiosa delle parrocchie. Tuttavia, gli uffici parrocchiali erano ancora strettamente legati alla Chiesa, quindi gli anticonformisti erano generalmente esclusi dai ruoli parrocchiali.

## Geografia
I confini delle parrocchie raramente condividono gli stessi confini degli antichi feudi di Jersey. Non tutte le parrocchie hanno insediamenti nuclesorti intorno ai villaggi.

### Elenco delle parrocchie
| Parrocchia (in Jèrriais)    | Popolazione (2021) | Superficie in km 2 (mi 2 ) | Densità (persone/ km2 ) | Note                                                               | Mappa |
| --------------------------- | ------------------ | -------------------------- | ----------------------- | ------------------------------------------------------------------ | --- |
| St Helier (St Hélyi)        | 35.822             | 10.6 (4,1) (5°)            | 3.541                   | Capitale dell'isola. Conosciuta nell'isola come 'Città' (La Ville) | Saint Ouen Saint Mary St John Trinity St Martin St Peter St Lawrence St Helier St Saviour Grouville Saint Brélade St Clement |
| Grouville (Grouville)       | 5.401              | 7.8 (3,0) (10°)            | 682                     | Storicamente St Martin de Grouville; incorporando Les Minquiers    | Saint Ouen Saint Mary St John Trinity St Martin St Peter St Lawrence St Helier St Saviour Grouville Saint Brélade St Clement |
| St Brelade (St Brélade)     | 11.012             | 12.8 (4,9) (2°)            | 901                     |                                                                    | Saint Ouen Saint Mary St John Trinity St Martin St Peter St Lawrence St Helier St Saviour Grouville Saint Brélade St Clement |
| St Clement (St Cliément)    | 9.925              | 4.2 (1,6) (12°)            | 2.395                   |                                                                    | Saint Ouen Saint Mary St John Trinity St Martin St Peter St Lawrence St Helier St Saviour Grouville Saint Brélade St Clement |
| St John (St Jean)           | 3.051              | 8.7 (3,4) (9°)             | 359                     |                                                                    | Saint Ouen Saint Mary St John Trinity St Martin St Peter St Lawrence St Helier St Saviour Grouville Saint Brélade St Clement |
| St Lawrence (St Louothains) | 5.561              | 9.5 (3,7) (7°)             | 615                     |                                                                    | Saint Ouen Saint Mary St John Trinity St Martin St Peter St Lawrence St Helier St Saviour Grouville Saint Brélade St Clement |
| St Martin (St Martîn)       | 3.948              | 10.3 (4,0) (6°)            | 404                     | Storicamente St Martin le Vieux; incorporando Les Écréhous         | Saint Ouen Saint Mary St John Trinity St Martin St Peter St Lawrence St Helier St Saviour Grouville Saint Brélade St Clement |
| St Mary (Sainte Mathie)     | 1.818              | 6.5 (2,5) (11°)            | 306                     |                                                                    | Saint Ouen Saint Mary St John Trinity St Martin St Peter St Lawrence St Helier St Saviour Grouville Saint Brélade St Clement |
| St Ouen (St Ouën)           | 4.206              | 15 (6.0) (1°)              | 297                     |                                                                    | Saint Ouen Saint Mary St John Trinity St Martin St Peter St Lawrence St Helier St Saviour Grouville Saint Brélade St Clement |
| St Peter (St Pièrre)        | 5.264              | 11.6 (4,5) (4°)            | 469                     |                                                                    | Saint Ouen Saint Mary St John Trinity St Martin St Peter St Lawrence St Helier St Saviour Grouville Saint Brélade St Clement |
| St Saviour (St Saûveux)     | 13.904             | 9.3 (3,6) (8°)             | 1.593                   |                                                                    | Saint Ouen Saint Mary St John Trinity St Martin St Peter St Lawrence St Helier St Saviour Grouville Saint Brélade St Clement |
| Trinity (La Trinneté)       | 3.355              | 12.3 (4,7) (3°)            | 279                     |                                                                    | Saint Ouen Saint Mary St John Trinity St Martin St Peter St Lawrence St Helier St Saviour Grouville Saint Brélade St Clement |

## Cultura
Ogni parrocchia ha un'identità iconografica sotto forma di stemma parrocchiale, presente su alcuni segnali stradali. Questi furono creati per la visita di Giorgio V nel 1921. Ogni parrocchia ha anche un giorno, normalmente la festa del santo patrono della parrocchia (per questo motivo Grouville e St Martin condividono un giorno, come condividono un santo patrono).
| Parrocchia(e)           | Giorno                 |
| ----------------------- | ---------------------- |
| St Brelade              | 19 gennaio             |
| St Mary                 | 25 marzo               |
| Trinity                 | Domenica della Trinità |
| St John                 | 24 giugno              |
| St Peter                | 29 giugno              |
| St Helier               | 16 luglio              |
| St Saviour              | 6 agosto               |
| St Lawrence             | 10 agosto              |
| St Ouen                 | 24 agosto              |
| St Martin and Grouville | 11 novembre            |

## Struttura comunale
Al fine di mantenere i legami storici con la Chiesa d'Inghilterra esiste un rettorato composto da Connétable e Procureurs, nonché da Rettore e Churchwardens. Supervisiona il funzionamento della chiesa più grande all'interno del confine parrocchiale.

### Connétable
Ogni parrocchia è guidata da un Connétable (in inglese Constable; in Jèrriais Connêtabl'ye, "Connestabile"):  eletto per un periodo di quattro anni dai residenti della parrocchia. Nel 2018, undici dei dodici Connétables sono stati rieletti senza opposizione. I Connétables hanno il diritto d'ufficio di essere membri dell'Assemblea degli Stati.
I Connétables di tutte le 12 parrocchie si incontrano al Comité des Connétables per discutere questioni che riguardano tutte le parrocchie, come le tariffe.

### Procureur du Bien Public
Il Procureur du Bien Public (due in ciascuna parrocchia) è il rappresentante legale e finanziario della parrocchia (eletto in un'elezione pubblica dal 2003 in conformità con la Legge sulle Elezioni Pubbliche (Emendamento) (Jersey) del 2003; precedentemente un'Assemblea degli Elettori di ciascuna parrocchia eleggeva i procuratori secondo la Loi (1804) au sujet des assemblées paroissiales ). Un Procureur du Bien Public è eletto per un mandato di tre anni come fiduciario pubblico per i fondi e le proprietà della parrocchia e ha il potere di stipulare contratti per conto della parrocchia se così autorizzato da un'Assemblea parrocchiale.

### Centeniers
I Centeniers (in Jèrriais Chent'nyi) sono la più alta carica di polizia a Jersey e sono eletti in un'elezione pubblica all'interno di ciascuna parrocchia per un periodo di tre anni per svolgere le attività di polizia all'interno della parrocchia. Il centenier è l'unico ufficiale autorizzato a incriminare e rilasciare su cauzione gli imputati. In precedenza, il centenier anziano di ciascuna parrocchia (noto come Chef de Police) era il vice del Connestabile negli Stati del Jersey quando egli non era in grado di partecipare a una seduta degli Stati, ma questa funzione è stata abolita.

### Comitato per le strade
È inoltre disponibile un comitato stradale composto da cinque presidi eletti per offrire consulenza su una serie di questioni legati principalmente alle strade.

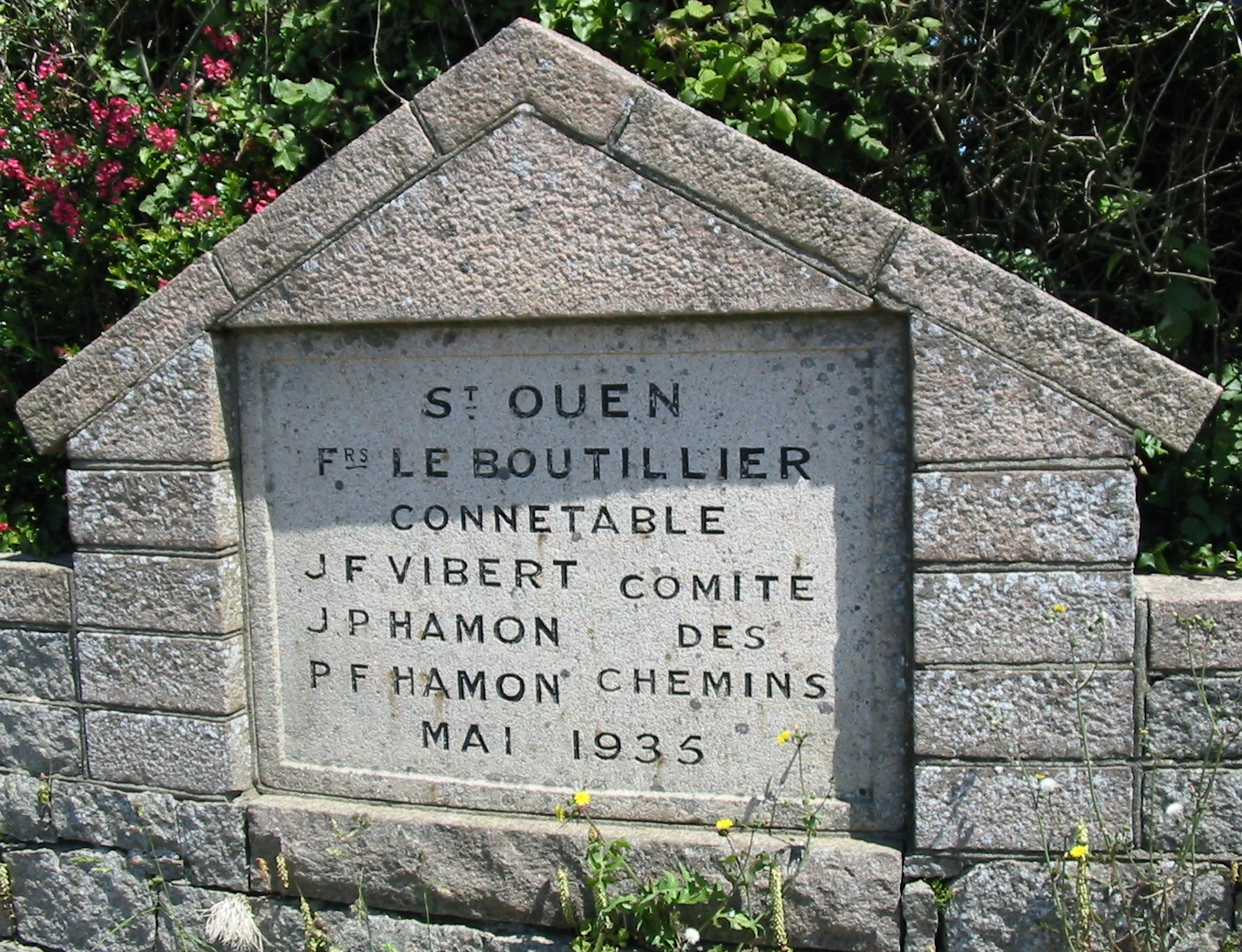
Pietra segnaletica stradale a St Ouen datata 1935 con inciso i nomi dei membri del Comitato stradale

Nel Jersey, il Comitato stradale (francese: Comité des Chemins) è l'autorità autostradale per le strade parrocchiali di ciascuna parrocchia. In conformità con la Loi (1914) sur la Voirie, sovrintende alla riparazione e alla manutenzione delle strade secondarie della parrocchia, stabilisce i cippi di confine, rilascia licenze Choses Publiques, esamina le domande di pianificazione che rientrano nelle sue competenze, supervisiona la raccolta dei rifiuti, giudica le multe durante la Visite du Branchage e propone, se necessario, nuovi nomi delle strade per l'approvazione dell'Assemblea parrocchiale. Il Connétable presiede il Comitato delle strade, che comprende anche il Rettore e tre Presidi della Parrocchia [cinque Presidi per St Helier] eletti per un periodo di tre anni dall'Assemblea parrocchiale.
Le istruzioni vengono trasmesse agli ispettori stradali il cui compito è garantire che le riparazioni vengano eseguite.
Il Comitato stradale di St Helier, il più ampio dell'isola, si assume anche ulteriori responsabilità non statutarie per quanto riguarda i parchi e altre questioni e agisce, in assenza di un consiglio comunale, come organo consultivo del Connétable. Per convenzione, i due Procureurs du Bien Public di St Helier partecipano alle riunioni del Comitato stradale, ma non possono votare.

### Vingtaines
La Parrocchia è ulteriormente divisa in Vingtaines (in Jèrriais Vîngt'nyi) (o, a St Ouen, Cueillettes). Ogni vingtaine è rappresentato da due Vingteniers, due ispettori stradali e tre ufficiali di polizia. Sono tutti ufficiali eletti e giurati della Corte Reale.

### Honorary Police

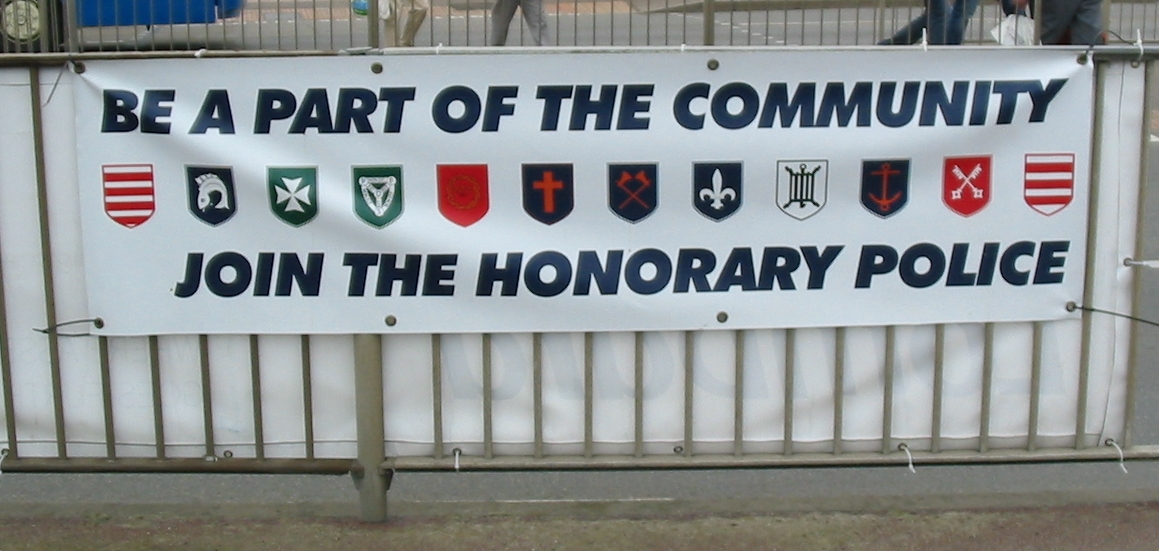
Uno striscione di reclutamento per la Polizia Onoraria che mostra lo stemma di ciascuna parrocchia: (da sinistra a destra) Grouville, St Brelade, St John, Trinity, St Saviour, St Ouen, St Helier, St Mary, St Lawrence, St Clement, St Peter, St Martin

C'è una forza di polizia onoraria (in francese Police honorifique) in ogni parrocchia del Jersey. Per secoli gli agenti di polizia onorari sono stati eletti dai parrocchiani per assistere il Connétable della parrocchia nel mantenimento della legge e dell'ordine. Gli ufficiali vengono eletti come Centeniers, Vingteniers o Constable's Officer, ciascuno con vari compiti e responsabilità.
La Polizia Onoraria forniva le uniche forze dell'ordine prima della nomina di agenti di polizia retribuiti nella parrocchia di St Helier nel 1853 e successivamente per servire l'intera isola. La Polizia Onoraria fornisce tuttora un servizio essenziale e molto prezioso alla parrocchia e alla comunità. Questi ufficiali sono eletti per un periodo di tre anni e prestano giuramento davanti alla Corte Reale.
Tutti gli agenti di polizia onorari devono vivere nella parrocchia al momento della loro prima elezione o, nel caso di St Helier, essere contribuenti o mandatari di quella parrocchia. Se un funzionario lascia la Parrocchia durante il suo mandato, può continuare il suo mandato con l'approvazione del Procuratore Generale e del Connétable della Parrocchia e può presentarsi per la rielezione a condizione che non vi sia interruzione del servizio.
Una persona può essere nominata per l'elezione a membro della Polizia Onoraria se, il giorno della nomina, ha almeno 20 anni e meno di 70 anni. Gli agenti di polizia onorari sono in servizio per una settimana alla volta, di solito ogni 3 o 4 settimane a seconda del ruolo all'interno della parrocchia, e sono reperibili 24 ore al giorno durante quel periodo. Gli agenti di polizia onorari sono eletti per servire la parrocchia ma in determinate circostanze possono assistere o operare al di fuori della parrocchia. Chiunque si candidi a membro della Polizia Onoraria dovrà sottoporsi a un controllo del casellario giudiziale.

### Ispettori stradali
L'Assemblea parrocchiale elegge due ispettori stradali per ogni Vingtaine [o Cueillette a St Ouen] per un mandato di tre anni in conformità con la Loi (1914) sur la Voirie. Gli ispettori stradali sono responsabili della riparazione delle strade secondarie della parrocchia e devono garantire che le istruzioni del comitato stradale siano eseguite.
Il loro ruolo principale è l'annuale Visite du Branchage e la triennale Visite Royale. Nella parrocchia di St Helier, gli ispettori stradali assumono anche ulteriori responsabilità non statutarie per quanto riguarda il controllo delle infrazioni al Road Traffic Act (Jersey) e altre aree della legge nell'ambito del mandato parrocchiale come la concessione di licenze per i cani e l'affissione di mosche. Fungono anche come canali di informazione per la Polizia Onoraria. Vengono eletti anche organi supplementari per soddisfare esigenze specifiche; nella più grande parrocchia di St Helier questi includono; il comitato dei conti, il comitato del welfare e il consiglio dei giovani. Le questioni importanti vengono portate davanti a un'assemblea del comune e dei membri del pubblico per l'esame e il voto.

### Assemblea Parrocchiale
Un'assemblea parrocchiale (in Jèrriais Assembliée dé Pâraisse) nel Jersey è l'organo decisionale del governo locale, composto dai contribuenti (compresi i mandatari) e dagli elettori della parrocchia. L'Assemblea Parrocchiale:
- fissa la tariffa interna annua in base al budget proposto dal Connétable;
- elegge i membri del comune, compreso il comitato stradale, gli ispettori stradali, i Vingteniers, gli ufficiali di polizia;
- raccomanda le licenze dei liquori al banco delle licenze;
- adotta i nomi delle strade;
- autorizza i Procureurs du Bien Public a stipulare contratti in nome della parrocchia;
- può discutere altre questioni su proposta del Connétable o su richiesta scritta di alcuni membri dell'Assemblea

## Religione
I capi religiosi delle parrocchie sono i Rettori. Le responsabilità del Rettore sono cambiate nel tempo, ma a volte hanno rappresentato la Chiesa e la loro parrocchia negli Stati e hanno presieduto assemblee parrocchiali su questioni religiose. Originariamente erano nominati dai capi religiosi della Normandia continentale. Tuttavia, dopo l'alienazione delle isole dalla chiesa continentale, la responsabilità è ricaduta sulla Corona. Tuttavia, in genere il rettore doveva essere locale e avere una laurea.
Il Rettore è coadiuvato da due Surveillants (Guardiani della Chiesa).

## I soprannomi delle parrocchie in dialetto Jèrriais
Esistono numerosi soprannomi per i residenti delle varie parrocchie:
- Grouville e San Clemente - enfuntchi (quelli fumosi, o ottusi)
- St Brelade - carpéleuse (bruco)
- St Helier - clyichard (abitante della città, 'cittadino' è usato anche nell'inglese delle Isole del Canale)
- St John - nièr tchu (natiche nere)
- St John, Trinity and St Martin - nordgien (nordico)
- St Mary - rouôlot, bourdélot (roll, gnocchi)
- St Peter - ventre à baînis (patella, lumaca di mare)
- St Ouen - gris ventre (pancia grigia)